# Saint-Lambert (Calvados)
Saint-Lambert è un comune francese di 248 abitanti situato nel dipartimento del Calvados nella regione della Normandia.

## Società

### Evoluzione demografica
Abitanti censiti